# Assi Al Hillani
 (octobre 2012).
Assi Al Hillani ou Assi El Helani (en arabe : عاصي الحلاني), est un chanteur libanais né à Baalbek le 28 novembre 1970.

## Biographie
Assi El Hallani, de son vrai nom Mohamed El Hallani, est un chanteur libanais de renom, né le 28 novembre 1970 à Baalbek, au Liban dans une famille musulmane chiite de 12 enfants.
Il est largement reconnu pour sa contribution exceptionnelle à la musique arabe contemporaine, avec une carrière qui s'étend sur plusieurs décennies.
Assi El Hallani a commencé sa carrière musicale à un jeune âge, se faisant rapidement remarquer par sa voix distinctive et son talent artistique. Son premier album, "Assi El Hallani", a été lancé alors qu'il n'avait que 17 ans, marquant le début d'une série d'albums à succès qui ont solidifié sa réputation dans l'industrie musicale.
Dans les années 1990, au début de sa carrière, Assi El Hallani s'est distingué en interprétant des chants classiques libanais tels que Hawara. Cependant, c'est en 1995 qu'il connaîtra véritablement le succès avec le tube Wani Mareg Mareit. 
Tout au long de sa carrière, il a également collaboré avec plusieurs artistes, dont Karol Sakr, avec qui il a partagé un duo remarqué intitulé Ouli Jayi en 2004.
Au fil des ans, Assi El Hallani a exploré divers genres musicaux, allant de la musique pop à la musique traditionnelle libanaise. Il est également reconnu pour son interprétation de chansons sentimentales et romantiques qui ont touché un large public au Moyen-Orient et au-delà.
Outre sa carrière musicale, Assi El Hallani est également un artiste engagé socialement, participant à diverses œuvres caritatives et sociales au Liban. Son impact culturel et musical s'étend bien au-delà de la scène musicale, faisant de lui une figure emblématique dans le monde arabe.
Avec des décennies de succès, Assi El Hallani continue d'influencer la scène musicale arabe, restant un pilier de l'industrie grâce à sa voix exceptionnelle, son charisme sur scène et sa contribution durable à la richesse culturelle de la musique arabe moderne. 
Pendant le conflit israélo-libanais de 2006, il s'était réfugié en Égypte pour finir d'enregistrer son dernier album Dagat Galbi sorti en décembre 2006.
Il est également jury dans la version arabe de The Voice.

## Discographie
Albums
- 1991 : Hawara.
- 1992 : Ya Hala.
- 1993 : Mahlana Sawa.
- 1994 : Mahr El Zina.
- 1995 : Wani Mareg Mareit.
- 1996 : Ya Maima.
- 1997 : Ahebek Jedan.
- 1998 : Ahla El Oyoun.
- 1999 : Shog El Sahara.
- 2000 : Kid Ozzalak.
- 2001 : Ater El Mahabah.
- 2002 : El Qarar.
- 2003 : Forsat Omor.
- 2004 : Zgheri El Dinney.
- 2006 : Dagat Galbi.
- 2007 : Ouwetna Bi Wehdetna.
- 2008 : Yamkin
- 2010 : Assi 010
- 2011 : Rouhak Ana
- 2013 : Assi 2013